# رؤية صور دينية في الظواهر الطبيعية
وجد أن الناس يرون أشكالًا وصور ذات معاني دينية أو روحانية في أشكال الظواهر الطبيعية، وهو ما يسمى أيقونات أو تمثُّلات أو صور مُحاكية. تظهر في الصور المُشاهدة، سواء كانت أيقونية أو غير أيقونية، صور أو رموز دينية في وسط عضوي أو ظاهرة طبيعية في العالم الطبيعي. يكون الحدث عابرًا أو متكررًا أو مستديمًا ومؤثرًا. تقترب الظاهرة من أن تكون ثقافية عالمية وتصاحب عبادة الطبيعة والأرواحية والدكاكيرية، والأنظمة العقائدية الأكثر تنظيمًا.
في التقاليد المسيحية، ذُكرت أمثلة عن ظهور صور المسيح أو شخصيات مسيحية أخرى في الطعام. في العالم الإسلامي، يُذكر ظهور نصوص دينية في الطعام أو الأشياء الطبيعية الأخرى، وخاصة كلمة الله أو آيات من القرآن. يرى كثير من المؤمنين أن هذه الأحداث معجزات حقيقية، بينما يرى المشككون أنها أمثلة عن ظاهرة إيهام الخيالات المرئية «باريدوليا».
الظاهرة الأصلية من هذا النوع هي ظاهرة الأكيروبيتا: ظهور صور أيقونات مسيحية مثل المسيح ومريم العذراء اعتُقد أنها تكونت بفعل عوامل خارقة للطبيعة. جاءت كلمة أكيروبيتا من اليونانية، وتعني ما لم تصنعه أيدي البشر، واستُخدم المصطلح أول مرة لوصف كفن تورينو ووشاح فيرونيكا. استُخدم المصطلح بعد ذلك لوصف التمثلات ذات الطبيعة الدينية أو الروحية في الطبيعة، وخاصة تلك التي يعتقد المؤمنون أنها ذات طبيعة إعجازية.

## التفسير

### إيهام الخيالات المرئية
تُفسر هذه المُشاهدات علميًا على أنها نوع من إيهام الخيالات المرئية «باريدوليا» التي تشير إلى إدراك الأشكال المرئية على نحو خاطئ. تُفسر الظاهرة نظريًا بحساسية الدماغ البشري الزائدة للأنماط وخاصة التي تشبه الوجه البشري، التي يراها في ظواهر عشوائية.
اقتُرح أن السبب في ظهور النصوص الدينية الإسلامية هو البساطة العامة في أشكال الحروف العربية وخاصة في خط الرقعة، بالإضافة إلى المرونة العامة في الخط الإسلامي، والشكل الخاص لكلمة «الله»، الذي يجعل إيجاد الكلمة في الأشكال ذات الخطوط المتوازية أو الفصوص سهلًا وشائعًا.

### سي إس لويس
كتب المؤلف سي إس لويس عن نتائج إدراك الصور الدينية في ظروف مثيرة للتساؤل في قضايا الإيمان والعقائد الدينية. جادل بأن قابلية البشر لرؤية أشكال بشرية حولهم تعكس حقيقة دينية مفادها أن الوجود البشري منغمس في عالم توجد فيه تلك المخلوقات. السبب الرئيسي الذي جعله يؤمن بالدين اعتقاده أن البشر مطبوعون على تصديق الدين، تمامًا كما هم مطبوعون على إدراك الاستدلال (إذا.. سوف.. ) وغيره من الظواهر المنطقية كونها تمثل حقائق عن العالم الخارجي يمكن أن نتعلم منها، وليست ظواهر داخلية مضللة. اختار لويس الإيمان بأنه مصمم لإدراك الدين تمامًا كما آمن بأنه مصمم لإدراك المنطق. واختار استعمال الجانبين الديني والمنطقي لفهم العالم عوضًا عن النظر إليهما على أنهما عشوائيين ويجب نبذهما. يؤمن الناس بالمنطق على الرغم من أن المنطق يوصلنا أحيانًا إلى استنتاجات خاطئة.

### الفلتر الثقافي لدى الإنسان المُدرك
عند دراسة الظاهرة من منظور خارجي، فإن إدراك الصورة والأيقونة والإشارة ذات الطبيعة الدينية أو الروحية مُتواسط أو مفلتر بالثقافة والسياسة والنظرة العالمية. يقول غريغوري برايس: 
«ما نراه ليس ما نحصل عليه دائمًا. بل إن ما نراه يعتمد على الوساطة. يعني هذا أن أوصافنا للصور الدينية ذات موضع ثقافي، لذا لا تكون أوصافنا «الساذجة» بريئة ولا موضوعية. بل إن كل الأشياء الاجتماعية تتواسطها آليات تدخلية ذات أساس اجتماعي، مولدة ثقافيًا، محددة تاريخيًا. هذه الآليات التدخلية ليست ضرورية فقط، بل متشابكة أيضًا مع علاقات القوة.»
يشير علم نفس المقدسات -آخذًا العادة البشرية في الحسبان- إلى أن البشر يبنون معنى من أشياء لا تحمل معنى. بطريقة أخرى، تعطي الثقافة سياقًا للتجربة المعاشة. لذا فإن المعنى وغياب المعنى يمكن أن ينظر إليهما على أنهما متعايشان. إن السياق الثقافي بوصفه معنى مصنعًا ونقلًا ميميًا يولد الراحة الاجتماعية والوجودية والروحية في تجربة ووسط معاشين هشَّين وعشوائيين: يشكل الإدراك حدثًا تشاركيًا يفكك التجربة إلى وحدات ذات معنى. إن تقاطعات علم النفس التطوري للأديان، وتمييز الأنماط، وعلم الجماليات العصبي، والتواصل الرمزي، تسهم في فهم بناء المعاني على أنه شكل من التماسك الجماعي وتكوين الروابط في المجتمع البشري.

## أمثلة في المسيحية
كانت مريم العذراء موضوع كثير من هذا النوع من المشاهدات. من الأمثلة النموذجية عن ذلك «عذراء كليرواتر»، وهي صورة لمريم العذراء ذُكر أنها ظهرت في الواجهة الزجاجية لمبنى مالي في كليرواتر بولاية فلوريدا، وجذبت اهتمامًا إعلاميًا كبيرًا. جذب المبنى نحو مليون زائر في السنوات اللاحقة واشترته مجموعة إحياء كاثوليكية في ولاية أوهايو. فَحَصَ كيميائي محلي النوافذ واقترح أن البقعة نتجت من رواسب المياه وعوامل التجوية، ما أدى إلى تفاعل كيميائي مثل الذي يُرى على الزجاجات القديمة، ربما بسبب عمل رشاش المياه. في 1 مارس 2004، حطم مخرب الألواح الثلاثة العلوية للنافذة. تشمل الظهورات المريمية الأخرى من هذا النوع التي تلقت تغطية صحفية كبيرة سياجًا في كوجي في أستراليا في 2003، مستشفى في ميلتون في ماساتشوستس في 2003، شجرة مقطوعة في باسايك في نيو جيرسي في 2003. أُبلغ عن ظهور صور مريم العذراء على صخرة في غانا، نفق في شيكاغو، كتلة من الحطب في جينسفيل في ويسكونسن، مصنع شوكولاتة في فاونتن فالي في كاليفورنيا، مقلاة بيتزا في هيوستن في تكساس. عُرضت شطيرة جبن مشوية وبريتزل وحصاة تشبه صور مريم العذراء للبيع على مواقع المزادات على الإنترنت، واشترى الأولى كازينو غولدن بالاس المعروف بأعماله الدعائية.
يُبلغ كثيرًا عن ظهور صورة المسيح أيضًا. أُبلغ عن مشاهدات من هذا النوع في أوساط متنوعة مثل السحب، الظلال، تشيتوس، التورتيلا، الأشجار، صور الأشعة السينية للأسنان، أدوات الطبخ، النوافذ، الصخور والحجارة، الجدران، أرداف الكلاب. عُرضت بعض من هذه العناصر للبيع على مواقع المزادات على الإنترنت، واشترى كازينو غولدن بالاس عددًا منها. عندما تحظى مثل هذه الصور بالشهرة، يأتي الناس من أماكن بعيدة لرؤيتها وتبجيلها.
في 30 أبريل 2002 أصدر معهد علوم المقاريب الفضائية صورًا جديدة لسديم المخروط، المُسمى أيضًا جبل الفضاء، لعرض قدران كاميرا جديدة عالية الدقة. بعد فترة وجيزة بدأ البعض الحديث عن سديم المخروط وتسميته «سديم يسوع»، معتقدين أنهم يستطيعون رؤية وجه يسوع فيه. رُكبت الكاميرا الجديدة على هابل بواسطة رواد الفضاء في مهمة مكوك فضائي في مارس 2002. سديم المخروط، الموجود في كوكبة وحيد القرن، هو منطقة تحتوي على مخاريط وأعمدة وأشكال متدفقة مهيبة تكثر فيها حاضنات النجوم حيث تضرب الرياح النشطة من حاضنات النجوم الوليدة سحب الغاز والغبار.
من الحوادث المثيرة للجدل التي حظيت بشهرة كبيرة ما زُعم أنه ظهور وجه الأم تيريزا في كعكة قرفة في مقهى بونجو جافا في ناشفيل بولاية تينيسي في 15 أكتوبر 1996. سمّت الصحافة الكعكة «كعكة الراهبة»، وتحول المقهى إلى مؤسسة أصبحت تبيع القمصان والأكواب، ما أدى إلى تبادل الرسائل بين الشركة وممثلي الأم تيريزا. في 25 ديسمبر 2005، سُرقت الكعكة في اقتحام للمقهى.
يمكن أن تحمل هذه الظاهرة معاني سياسية أيضًا، مثل الانعكاس الذي اتخذ شكل صليب على برج التلفزيون في برلين الشرقية، وسُمي «انتقام البابا»، واستشهد به رونالد ريغان بوصفه مثالًا على بقاء الأفكار الدينية في المجتمع الشيوعي.

## أمثلة في الإسلام
في المجتمع الإسلامي، كثيرًا ما يُذكر ظهور كلمة «الله» باللغة العربية في الأشياء الطبيعية. تجذب هذه الحوادث أيضًا المؤمنين الذين يزورون الشيء بغرض الدعاء والتعبد. وقد وردت أمثلة على هذه الظاهرة في الأسماك، الفاكهة والخضروات، النباتات والسحب، البيض، أقراص العسل، العلامات الموجودة على المعاطف المصنوعة من جلود الحيوانات.
يُزعم أن كلمة «الله» بالكتابة العربية ظاهرة في صورة التقطتها الأقمار الصناعية لتسونامي المحيط الهندي عام 2004. اعتبر بعض المسلمين هذا دليلًا على أن الله أرسل تسونامي عقابًا.